# Władysław Ślewiński
Władysław Ślewiński   (Nowy Białynin, 1 de juny de 1856 - París, 24 de març de 1918) va ser un pintor polonès associat al moviment Jove Polònia i a l'Escola de Pont-Aven.

## Biografia
Władysław Ślewiński era fill de Kajetan Ślewiński i Helena Mysyrowicz.
Procedent d'una família aristocràtica polonesa, Władysław Ślewiński va deixar Polònia el 1888 per establir-se a París, on es va inscriure a l'Académie Julian a l'estudi de Marcel Baschet, i després a l'Académie Colarossi.
Va conèixer Paul Gauguin el 1889 i es va crear una amistat entre els dos. El 1890 el va seguir a la Bretanya, a Clohars-Carnoët, i es va allotjar a la Maison Marie Henry.
El 1899 es va casar amb Eugenie Szewcow (Schevtzoff). Després del seu retorn a Polònia el 1905, va tornar a França el 1910 i es va establir a Pont-Aven, després a Doëlan, a la ciutat de Clohars-Carnoët. Va morir a l'hospital Sainte-Anne de París .

## Obres en col·leccions públiques
A França
- Pont-Aven, Museu de Pont-Aven: Natura morta amb pomes i un canelobre, 1896-1897, oli sobre tela ;
- Rennes, museu de belles arts: Marine au rocher rouge, oli sobre tela ;
- Saint-Germain-en-Laye, museu departamental Maurice Denis La pregària: El meu gos, vers 1895, oli sobre tela;[2]

a Polònia
- Varsòvia, Museu Nacional de Varsòvia:
  - Autoretrat, 1894, oli sobre tela;
  - Autoretrat, 1912, oli sobre tela.

## Galeria

Obres de Władysław Ślewiński
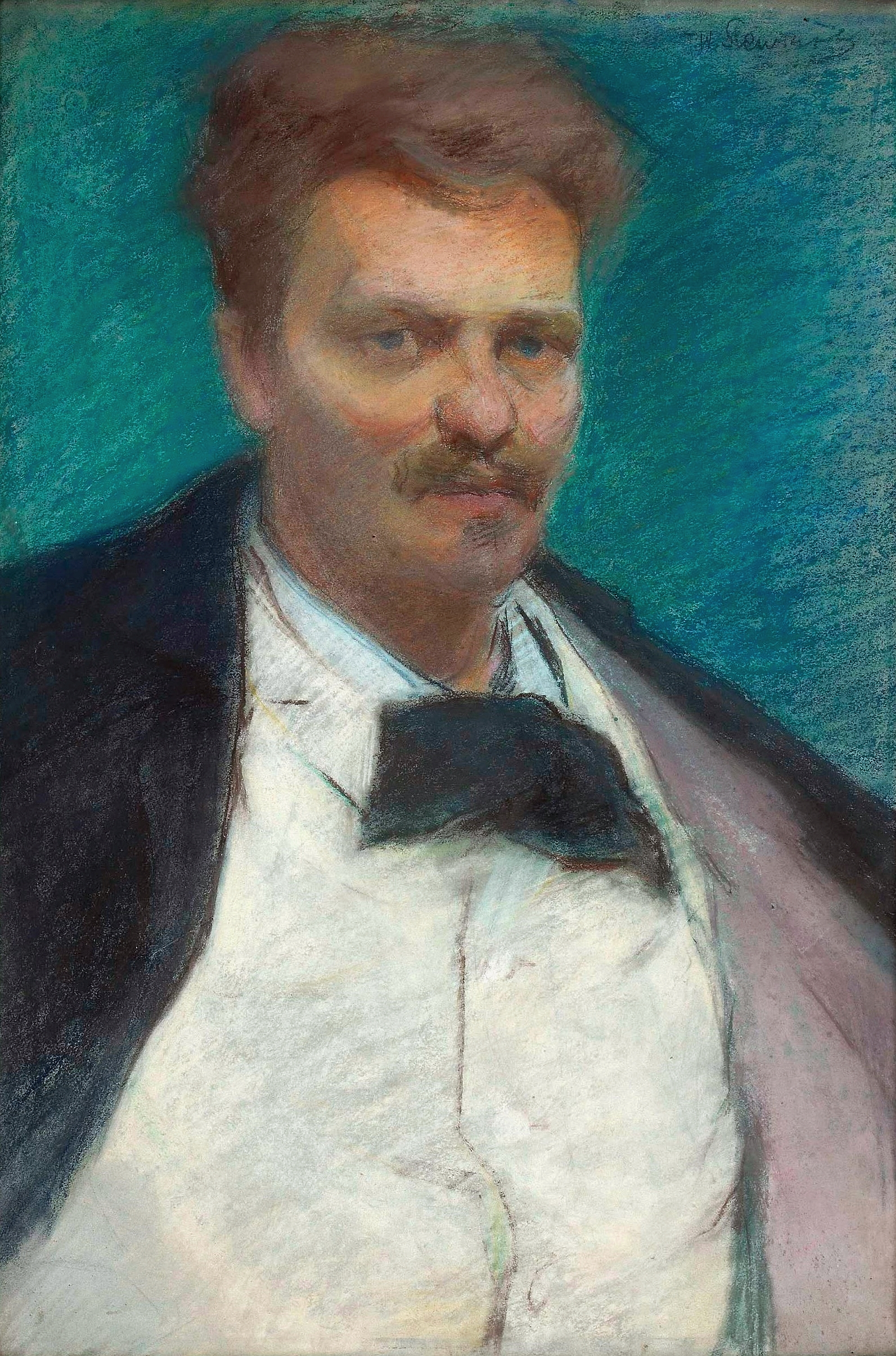
Retrat d'August Strindberg (c. 1896), Museu Nacional de Varsòvia.
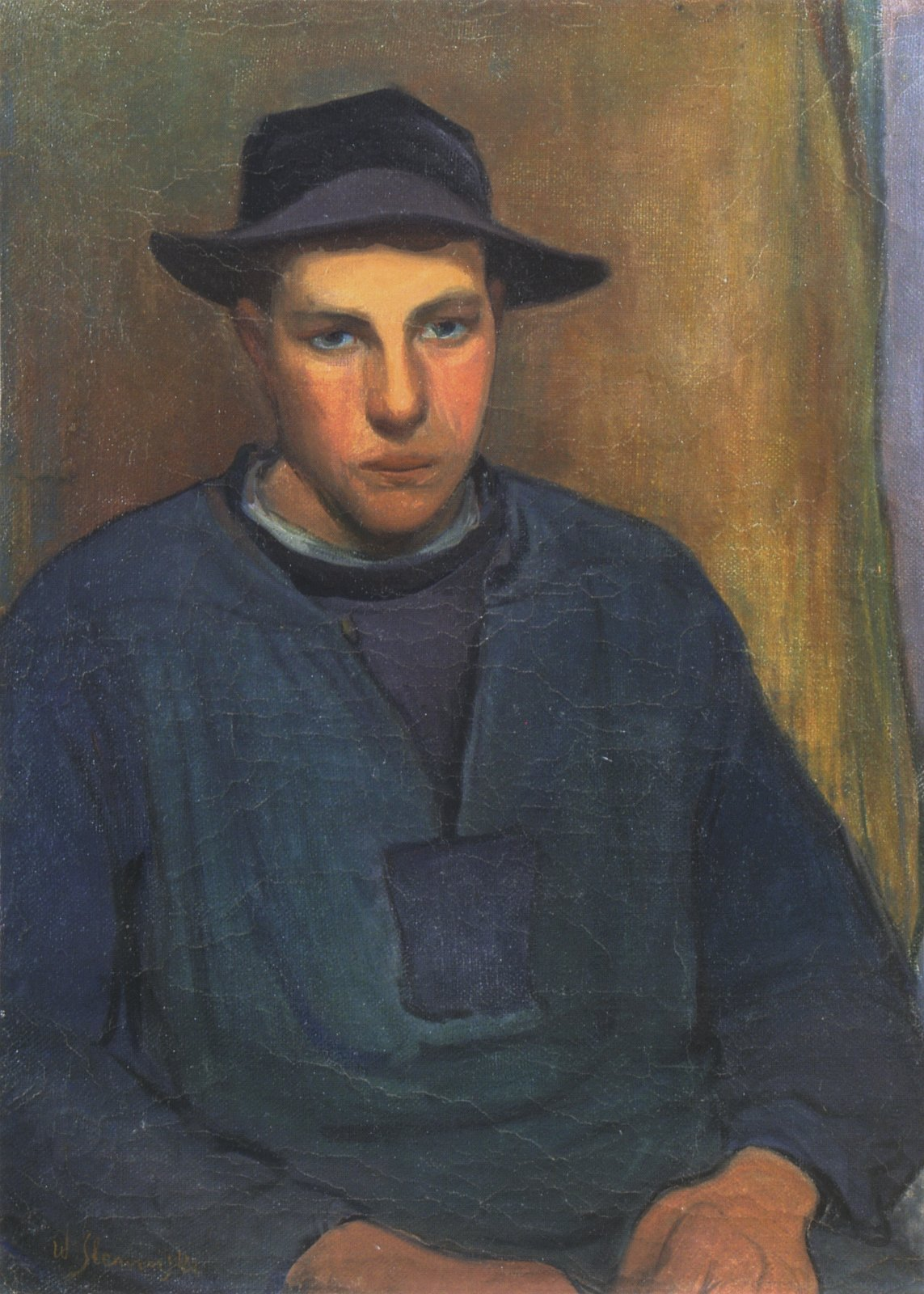
Jove pescador de Doëlan (ca 1897), Galeria d'art de Lviv.
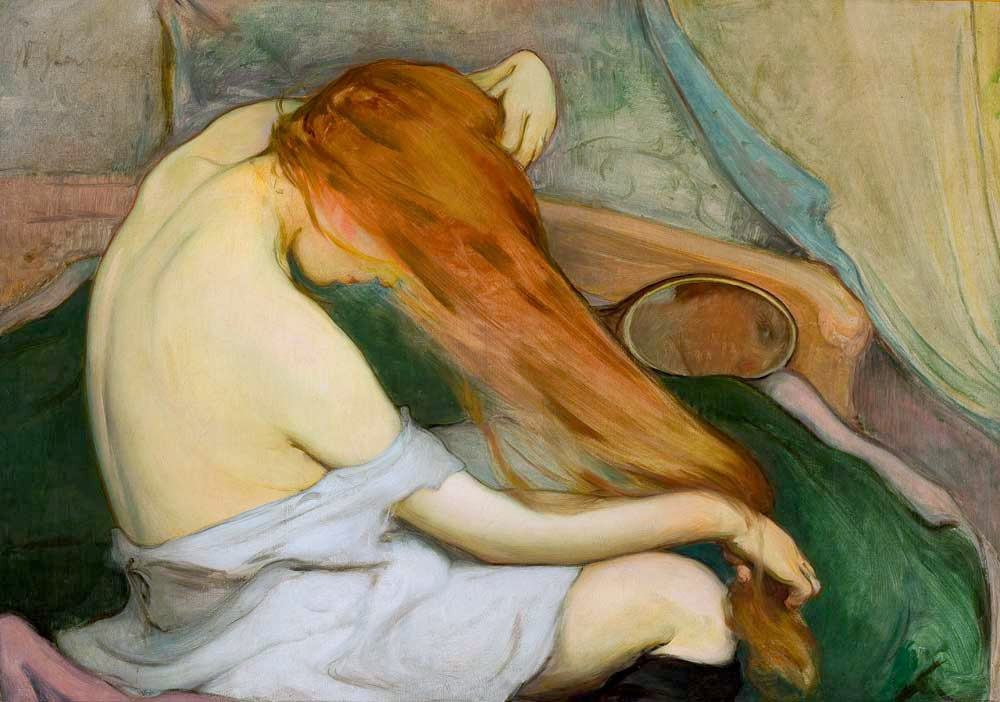
Dona fent els cabells (1897), Museu nacional de Cracòvia.
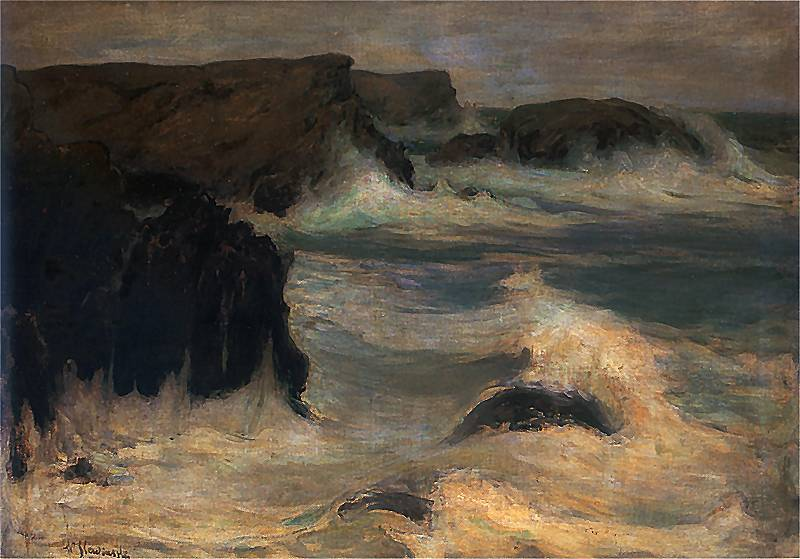
El mar (1904), Museu nacional de Cracòvia.
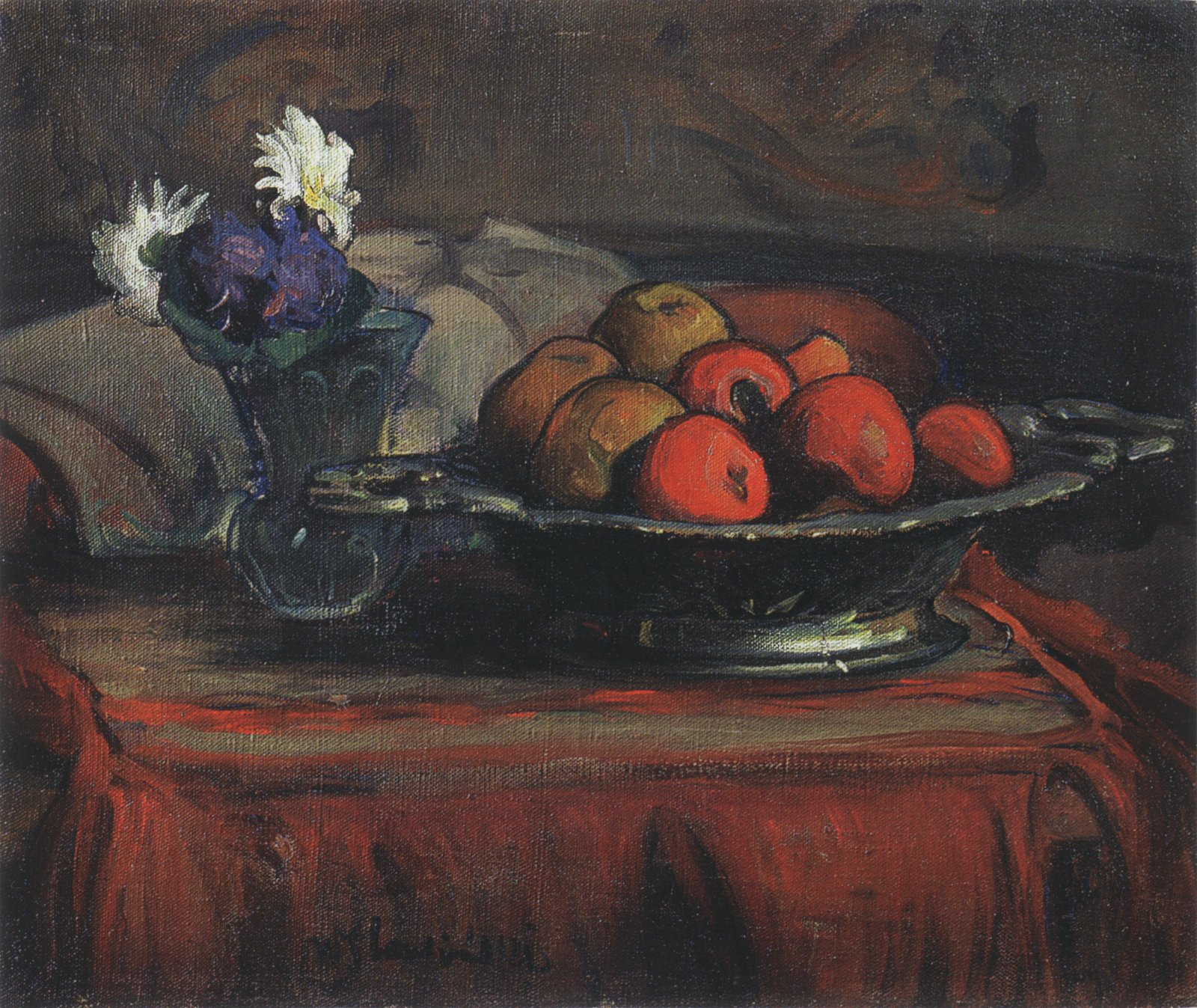
Natura morta amb plat de plata i fruites (vers 1907), Galeria d'art de Lviv.
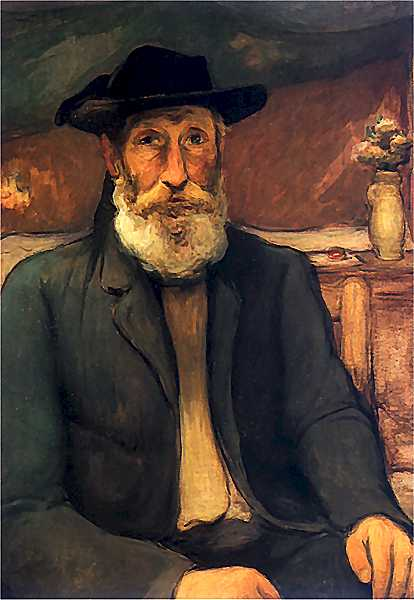
Autoretrat (1912), Museu Nacional de Varsòvia.
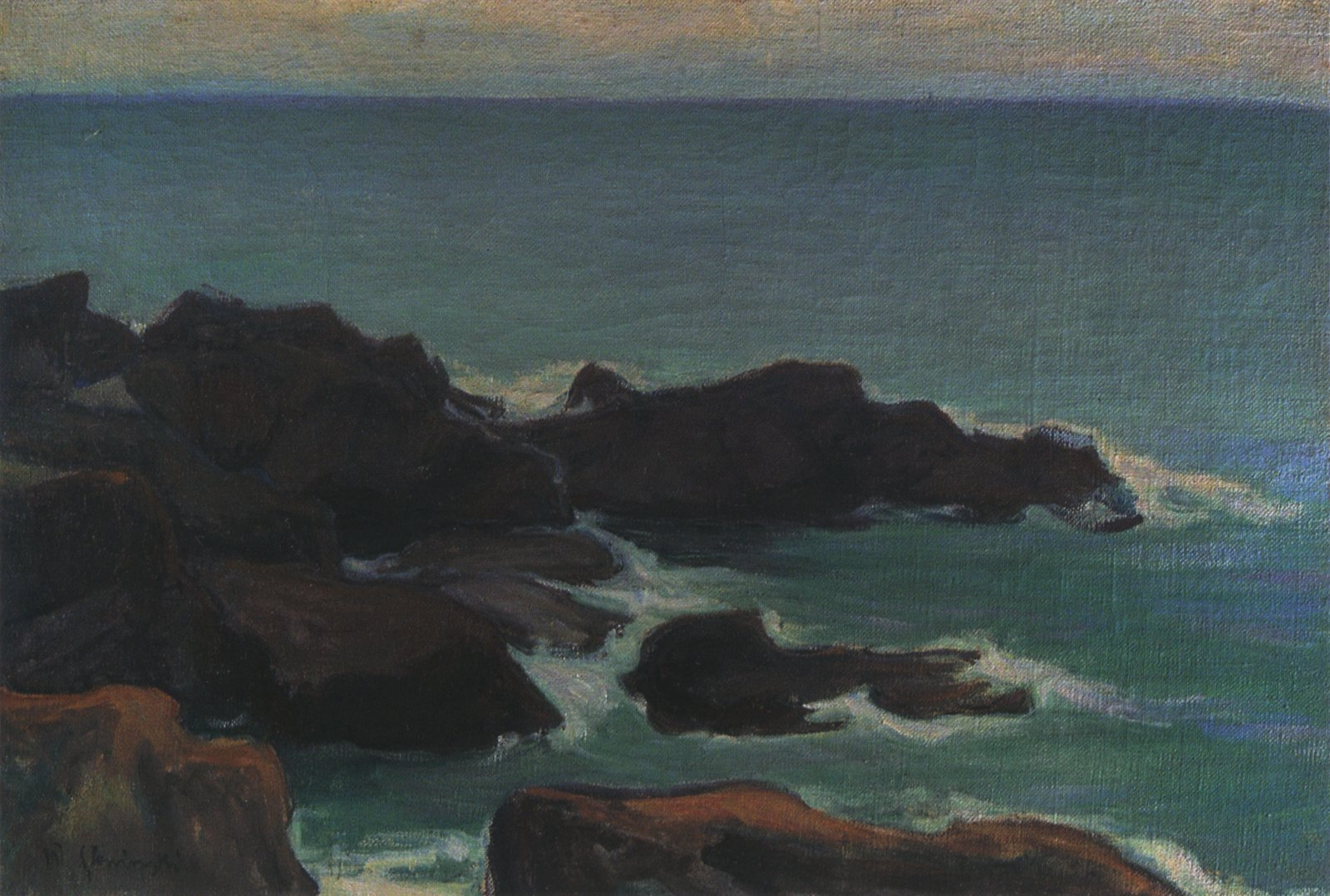
El mar de les roques liles (vers 1916), Galeria d'art de Lviv.
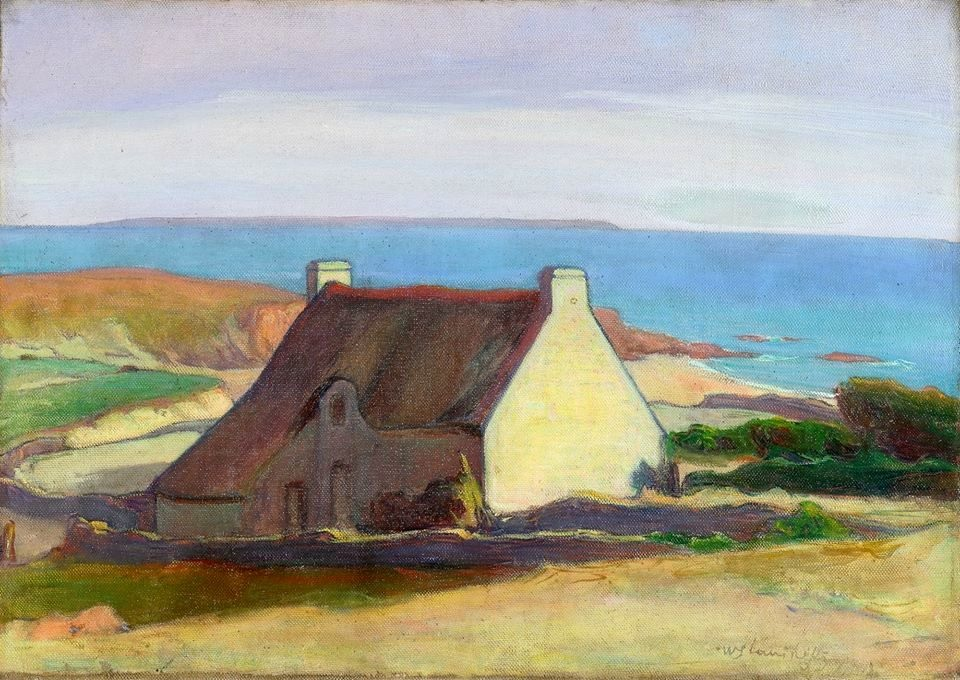
Casa de palla a Pouldu (cap al 1892)
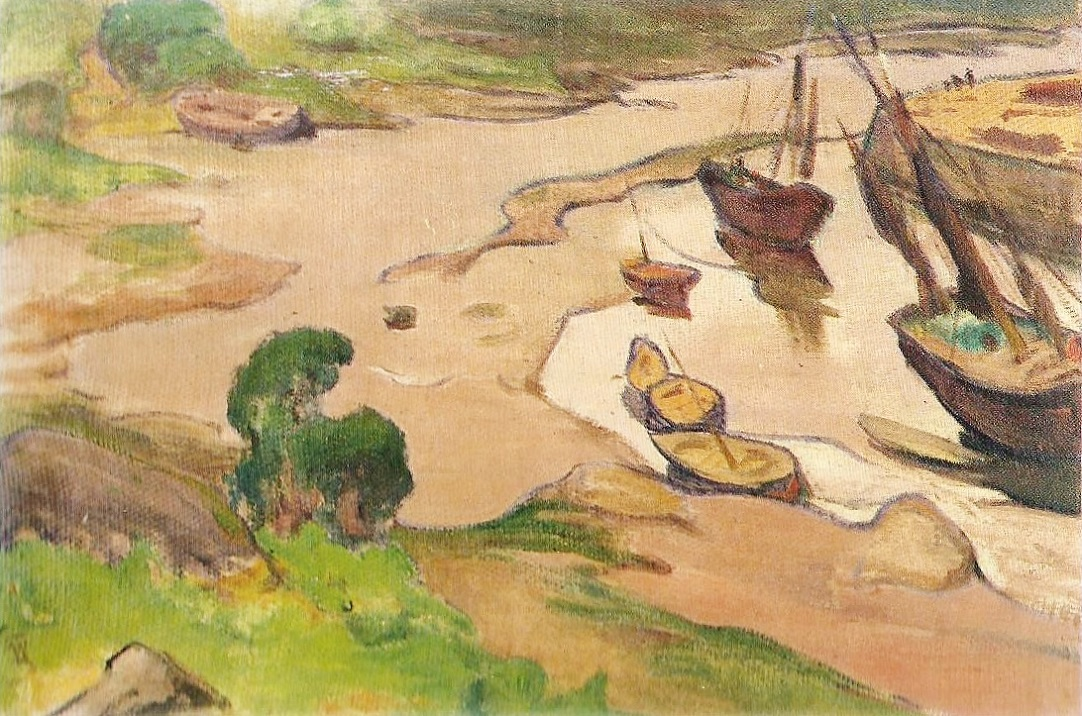
Marea baixa a Pont-Aven (vers 1894)